# Tell Me When the Whistle Blows
Tell Me When the Whistle blows (deutsch Sag mir wenn die Pfeife ertönt) ist ein Musiktitel des britischen Sängers und Komponisten Elton John, der Liedtext wurde von Bernie Taupin geschrieben.
Das Album „Captain Fantastic and the Brown Dirt Cowboy“ wurde als Konzeptalbum realisiert und greift in chronologischer Reihenfolge sowie in autobiographischer Absicht Johns und Taupins Leben in London in den Jahren von 1967 bis 1970 auf. „Tell Me When the Whistle Blows“ ist das vierte von zehn Liedern. Die konzeptionelle Handlung wird mit dem Titel Someone Saved My Life Tonight  fortgesetzt.

## Hintergrund
Bernie Taupin wurde als zweiter von drei Söhnen eines britischen Farmers in der Nähe von Sleaford, England, geboren. Seine Kindheit und Jugend verbrachte er im ländlichen Idyll der Grafschaft Lincolnshire.
Als er begann gemeinsam mit Elton John Musik zu schreiben, war damit auch sein Umzug nach London verbunden, weg vom Land in die Stadt. In späteren Interviews sprach Taupin von sich selbst häufig als „Countrymouse“, der die Zeit in seiner Heimat sehr genossen hatte. Zu Beginn seiner Londoner Zeit fiel es ihm daher schwer, sich auf das turbulente und laute Leben in der Metropole einzustellen.
Taupin griff das Thema seiner gefühlten Distanz zu London bereits in Johns erster Single „Border Song“ auf. In „Tell Me When the Whistle Blows“ umschreibt Taupin dies erneut mit seiner Lyrik über gestrandete Menschen („There’s  a dusty old gutter he’s lying in now, he’s blind and he’s old“ – „In der staubigen alten Gosse liegt er nun, er ist blind und er ist alt“) und Unrat in den Straßen („And there’s a bottle that rolls down the road“ – „Und da ist eine Flasche, die die Straße hinunter rollt“).
Jeden Freitagabend versuchte Brown Dirt Cowboy (Taupin) im Kings Cross Station seinen Zug nach Lincolnshire zu erreichen. Das Pfeifen der wartenden Lokomotiven brach sich im Gewölbe des Bahnhofs, während er zum Zug eilte.
Die Zugfahrt verbrachte er auf den „Wheels of Steel – Rädern aus Stahl“ und in der Freude auf die geliebte Heimat. Doch schließlich gegen Ende des Liedes stellte er fest, dass es in der Stadt doch nicht so schlecht ist: „It’s not so bad but I really do love the land“.

## Besetzung
- Elton John – Gesang, Klavier
- Davey Johnstone – Gitarre
- Dee Murray – Bassgitarre
- Nigel Olsson – Schlagzeug
- Ray Cooper – Tamburin, Congas
- Gene Page – Orchestrierung

## Produktion
- Gus Dudgeon – Produzent